# Valaliky
Valaliky es un municipio del distrito de Košice-okolie en la región de Košice, Eslovaquia, con una población estimada a final del año 2024 de 4549 habitantes.
Se encuentra ubicado en el centro de la región, en la cuenca hidrográfica del río Sajó (afluente derecho del Tisza) y cerca de la frontera con la región de Prešov y con Hungría.

## Demografía
| Año        | 1994 | 2004    | 2014    | 2024    |
| ---------- | ---- | ------- | ------- | ------- |
| Población  | 3563 | 3913    | 4264    | 4549    |
| Diferencia |      | +9,82 % | +8,97 % | +6,68 % |

| Año        | 2023 | 2024    |
| ---------- | ---- | ------- |
| Población  | 4520 | 4549    |
| Diferencia |      | +0,64 % |